# Études supérieures à Lille
Cet article relate l'historique des Écoles supérieures à Lille. Ce n'est que tardivement, au cours du XIXe siècle, que la vocation académique de Lille s'affirme. Pourtant, la métropole de Lille est aujourd'hui, après Paris et Lyon, le troisième pôle éducatif de France avec plus de 115 000 élèves, étudiants et stagiaires de plus de 15 ans.

## Vie étudiante

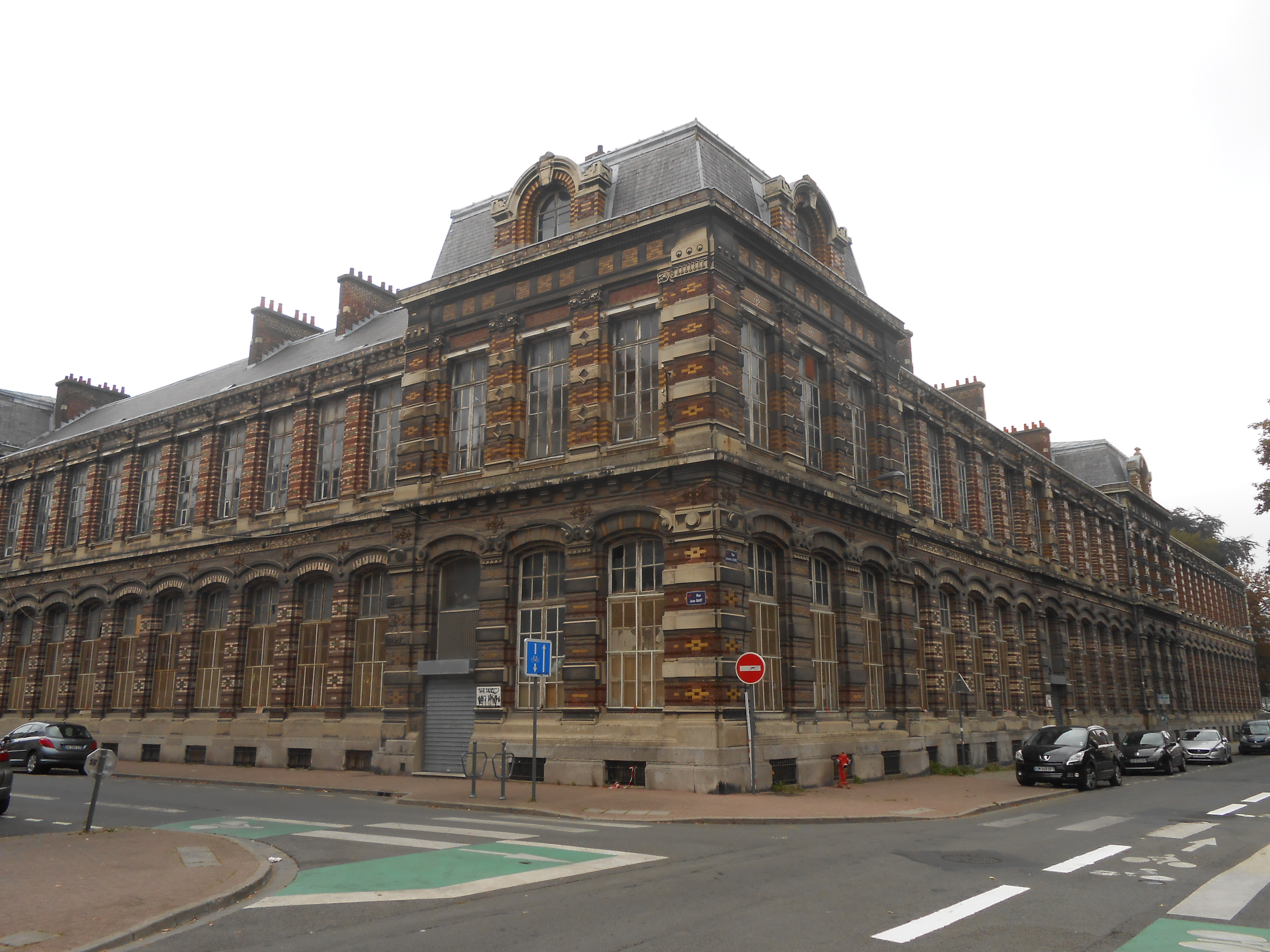
Université de Lille - Facultés construites en 1880 à l'angle entre la rue Jean Bart et la rue Jeanne d'Arc

Au XVIe siècle, c'est Douai qui accueille les facultés nordistes, sous l’impulsion de l'évêque d'Arras Antoine Perrenot de Granvelle et du lillois Jean Vendeville, futur évêque de Tournai. À cette époque, Lille ne possède ni université, ni académie, mais plusieurs collèges enseignant les humanités : le collège de St Pierre créé en 1569 par des prêtres séculiers, successeurs des écolâtres de la collégiale Saint-Pierre de Lille établis depuis le XIIIe siècle, le collège des Hibernois créé  en 1610, le collège des Augustins en 1614, et l'école latine créée en 1529 par le magistrat de Lille. À l'école latine succède le collège municipal établi Rue de l'Hôpital-Militaire en 1592, dirigé par des Jésuites jusqu'en 1765, puis par des prêtres séculiers jusqu'en 1791 ; ce collège municipal est déplacé place aux Bleuets en 1791 ; il y est renommé « collège national de Lille » en 1794, puis est déplacé rue des Arts en 1796, où il est renommé « collège royal » en 1845 et « lycée national » en 1848.
Un collège de médecine est fondé en 1681 par le Magistrat de Lille et assure dès 1705 un enseignement de chirurgie, réclamé depuis 1664 ; néanmoins, l'école de chirurgie de Lille n'est formellement établie par Louis XV qu'en juin 1772 et fonctionne jusqu'en 1792.
Au cours du XVIIIe siècle, un enseignement artistique commence à se développer : s'ouvrent une école publique de dessin en 1753, une école d'architecture en 1758 et un cours de mathématiques en 1763. Ces trois institutions fusionnent en 1766 pour donner naissance à l'Académie des Arts avec François Watteau parmi ses professeurs, complétée en 1770 par des cours de botanique professés par Jean-Baptiste Lestiboudois. De même, des sociétés savantes se créent : d'abord une société littéraire, Le Brunin, fondée notamment par Charles-Joseph Panckoucke, libraire et éditeur de revue ; puis, en 1785, le Collège des Philalèthes, fondé par Liborio Valentino, apothicaire à Lille, et Charles-Joseph Panckoucke. Issu d'une loge maçonnique, ce collège qui enseigne les sciences et techniques est actif jusqu'à la Révolution française. Il est suivi en 1796 par l'ouverture d'une École centrale de Lille, rue des Arts à Lille et dont les enseignements sont assurés au travers de chaires municipales. L'enseignement scientifique est soutenu par la société des sciences, de l'agriculture et des arts de Lille à partir de 1802.
Mais ce n'est qu'au cours du XIXe siècle que la vocation académique de Lille s'affirme. Une école de médecine est remise en place en 1805 ; des cours municipaux de sciences sont établis en 1817 par Charles Delezenne et Frédéric Kuhlmann ; des locaux neufs sont construits rue des Arts entre 1845 et 1852 pour le lycée, inauguré en 1852 ; la faculté des sciences de Lille, dont le premier doyen est Louis Pasteur, est fondée en 1854 dans une aile adjacente du lycée entre la rue des Arts et la rue des fleurs (actuel boulevard Carnot). 

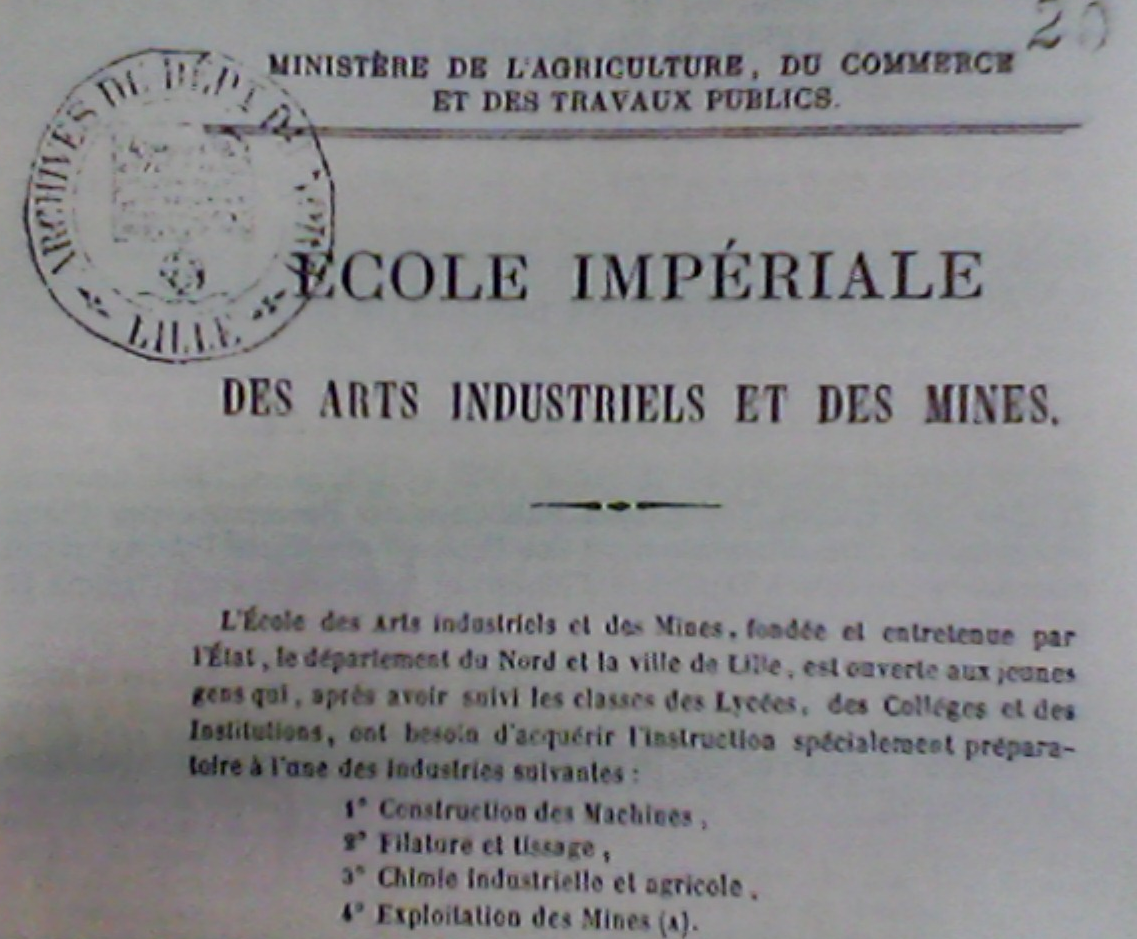
École impériale des arts industriels et des mines (École Centrale de Lille), rue du Lombard (Lille) en 1860

À la suite d'une visite de la chambre de commerce à la Vieille Bourse par l'empereur Napoléon III en septembre 1853, une école publique d'ingénieurs, l'École des arts industriels et des mines, est créée rue du Lombard en 1854 par la municipalité de Lille et devient en 1860 l'École impériale des arts industriels et des mines ; cette école d'ingénieurs de Lille devient l'Institut industriel du Nord en 1872. 

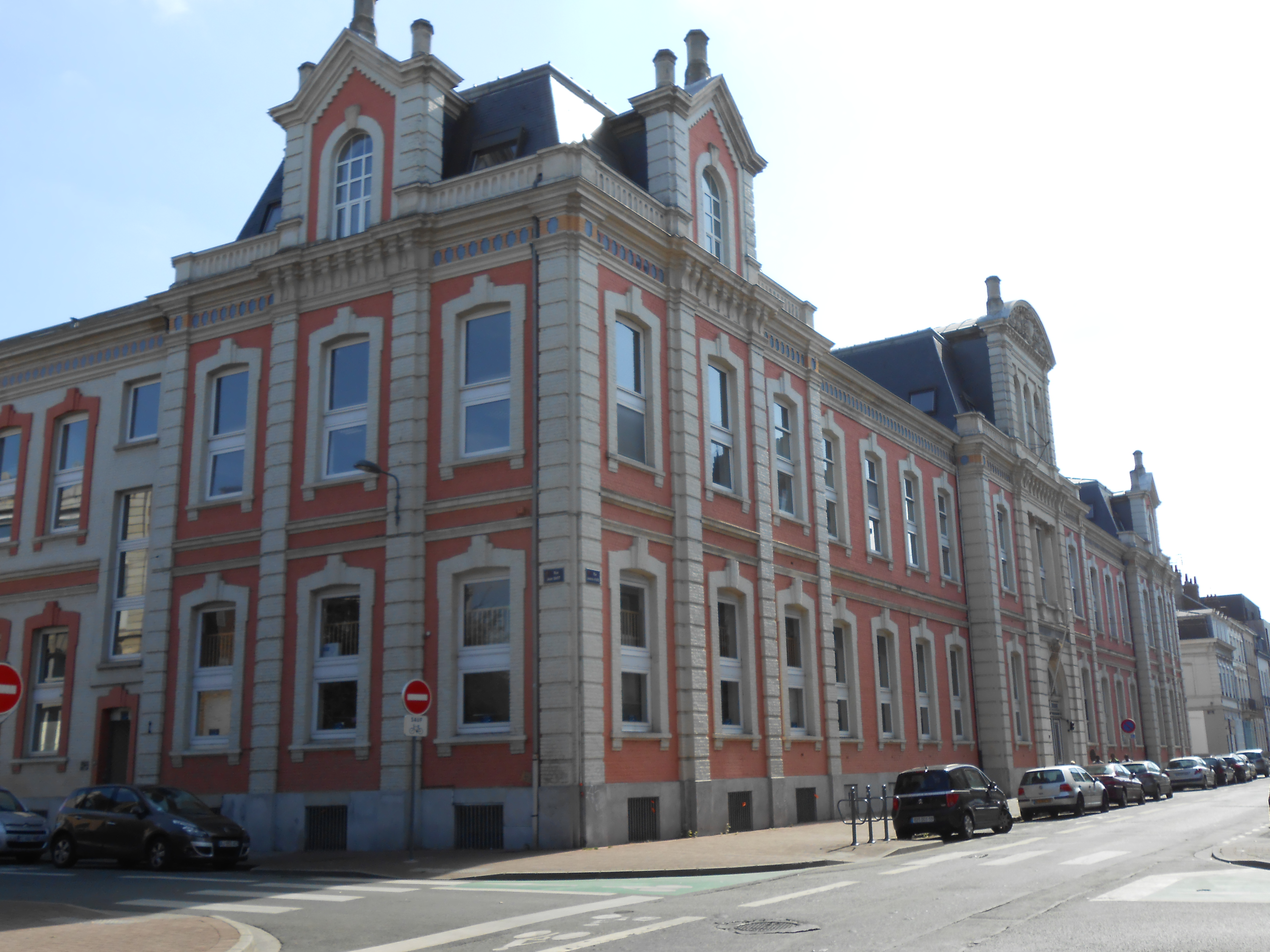
Bâtiment historique de l'Institut industriel du Nord (IDN), rue Jeanne-d'Arc (Lille)

Le développement d'un quartier universitaire  est décidé par la municipalité, après la décision d'agrandissement de la surface urbanisable de Lille en 1858 : de nombreux bâtiments sont construits pour accueillir les étudiants dans le quartier Saint-Michel (Lille-Centre) entre le boulevard Jean-Baptiste Lebas, la rue Jeanne d'Arc et la place Philippe Lebon . C'est là que sont construits les bâtiments de la faculté de médecine et de pharmacie de Lille, inaugurés par Jules Ferry le 24 avril 1874. En 1875, l'Institut industriel du Nord s'établit rue Jeanne d'Arc.  
À la suite de Louis Pasteur, des découvertes et avancées scientifiques ont lieu au XIXe siècle aux facultés de Lille, sous l'impulsion notamment de Claude Auguste Lamy et Camille Matignon en chimie, Jules Gosselet et Charles Barrois en géologie, Alfred Giard, Paul Hallez et Albert Calmette en biologie, Joseph Boussinesq, Henri Padé et Paul Painlevé en mathématiques. 

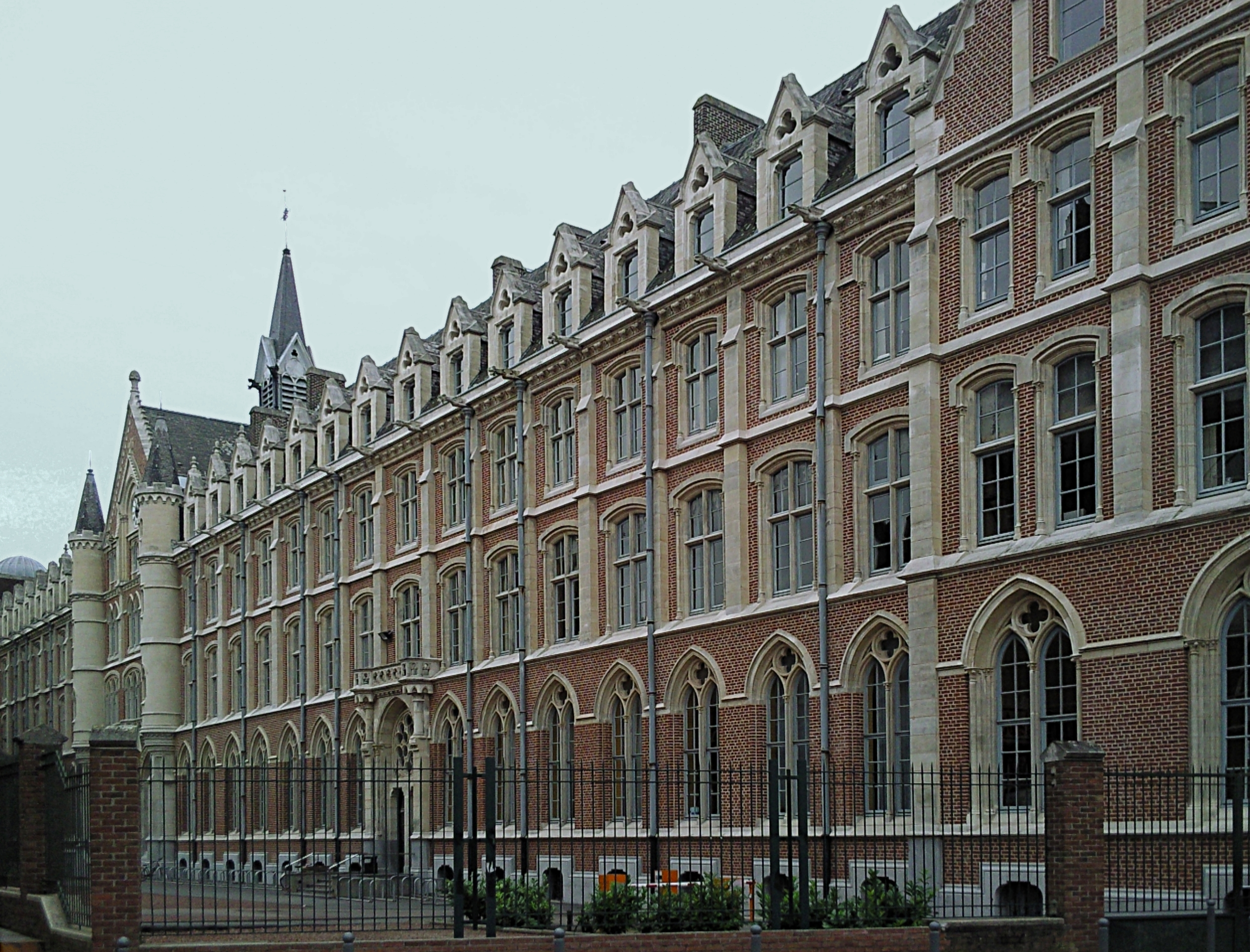
La faculté des lettres et sciences humaines de l'Université catholique de Lille

Depuis 1875, il existe à Lille des facultés catholiques (droit, lettres et sciences) qui se fédèrent en 1877 sous le terme d'Institut catholique de Lille, lequel s'installe au cœur du quartier Vauban Esquermes. Toujours présent dans ses locaux historiques, l'Université catholique de Lille comprend aujourd'hui six facultés : lettres et sciences humaines, droit, sciences et techniques, médecine et théologie, économie et gestion. 

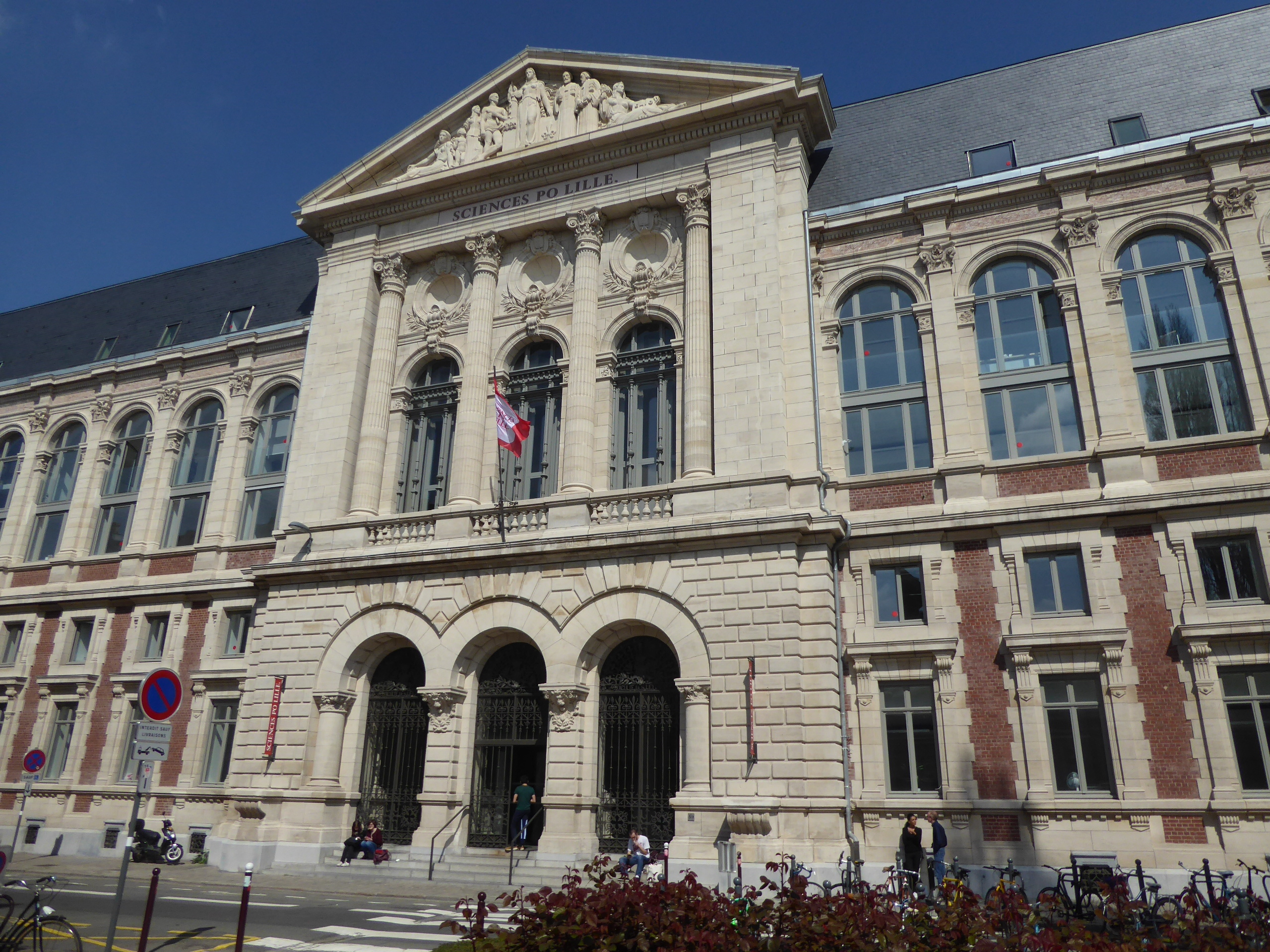
L'ancienne faculté des Lettres construite en 1895, vue de la rue Jean-Bart

Au terme de nombreuses péripéties, deux décrets signés par le ministre Eugène Spuller le 22 octobre 1887 transfèrent les facultés douaisiennes de Lettres et de Droit à Lille, mettant un point final à trente ans de rivalités entre les deux villes. Toutes les facultés publiques sont ainsi regroupées à Lille et sont unifiées pour devenir l’université de Lille, qui se développe d’abord au sein du quartier Lille-Centre. Elle est rejointe par l’École supérieure de commerce de Lille, fondée en 1892 ; l’École nationale supérieure de chimie de Lille, créée en 1894 en tant qu'Institut de chimie de Lille et qui poursuit notamment les travaux pionniers de Frédéric Kuhlmann sur les procédés de production d'acide sulfurique pour l'industrie textile ; l'Institut Pasteur de Lille, établi en 1898 et dirigé par Albert Calmette ; l’antenne lilloise de l’École nationale supérieure d'arts et métiers, créée en 1900 boulevard Louis XIV. 

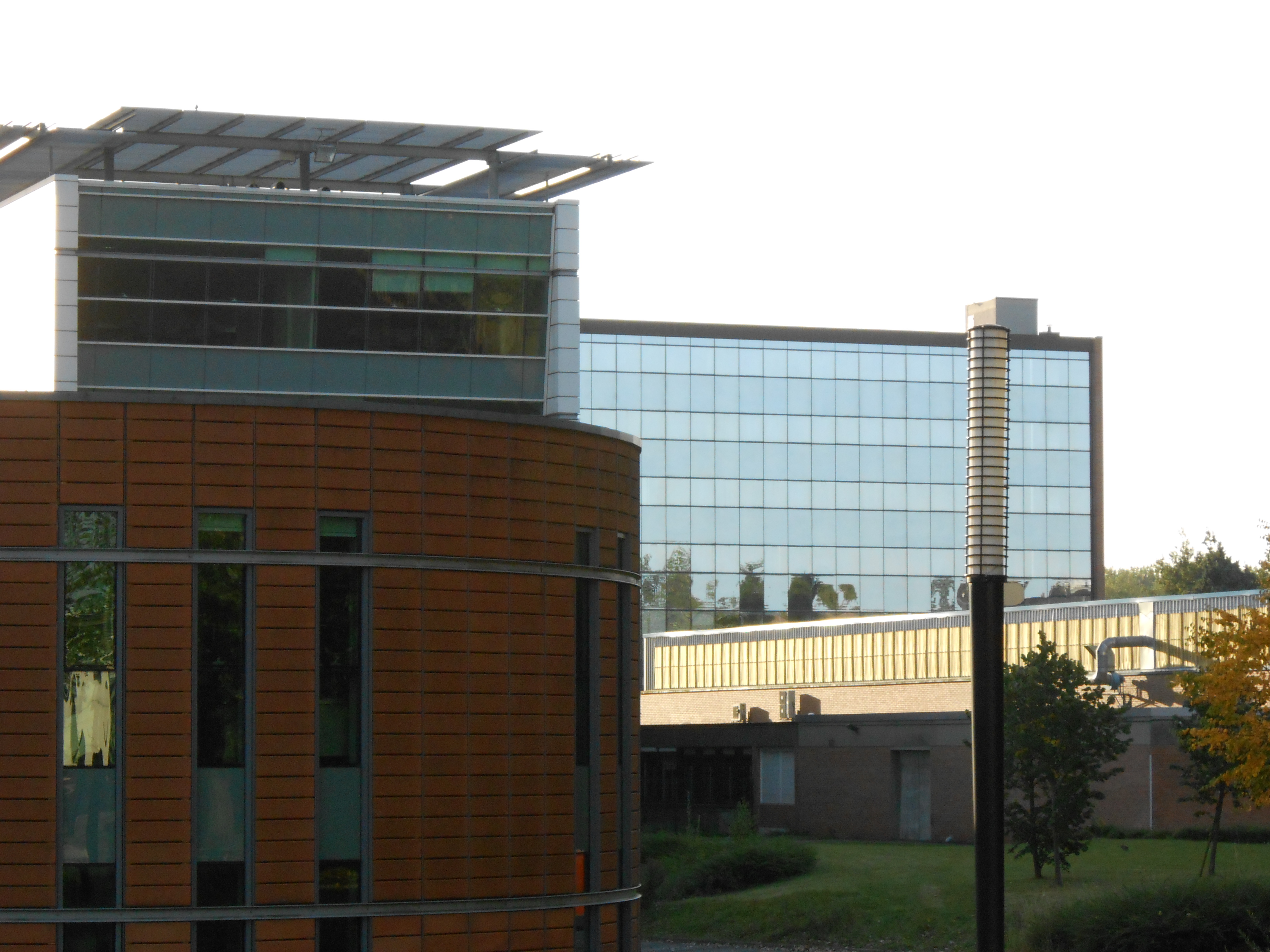
Cité scientifique de l'université de Lille

La croissance des effectifs étudiants lillois conduit le recteur Guy Debeyre à créer un campus universitaire sur 200 hectares à Annappes, dont la construction est initiée en 1964. Comme dans le reste du pays, les évènements de mai 1968 entrainent à Lille l'accélération du déménagement vers des campus modernes en périphérie. Au printemps 1968, l'Institut industriel du Nord, renommé ultérieurement École centrale de Lille, est déménagé sur le campus de la Cité scientifique. Suivent l'École nationale supérieure de chimie de Lille et l'université entre 1970 et 1974. L’État crée alors à partir de l'université trois entités publiques axées chacune autour d’un campus spécifique : Lille I à Villeneuve-d'Ascq, Lille II à Lille et Ronchin et Lille III également à Villeneuve-d'Ascq.
Cependant, durant la dernière décennie du XXe siècle, un retour partiel dans Lille s'amorce : l'institut d'administration des entreprises dépendant de Lille I s'implante dans le quartier du vieux-Lille et, en 1991, l'Institut d'études politiques de Lille s'installe dans le quartier de Moulins où il est rejoint par la faculté de Droit à partir de 1995.
En 2006, l'agglomération de Lille était, après Paris et Lyon, le troisième pôle éducatif de France avec plus de 115 000 élèves, étudiants et stagiaires de plus de 15 ans.
En 2018, les 3 universités publiques fusionnent pour former à nouveau l'Université de Lille, université de près de 70 000 étudiants.
La COMUE Lille Nord de France réunit la plupart des établissements supérieurs de Lille et comprend un Collège doctoral européen qui regroupe six écoles doctorales pour 3 000 doctorants.

## Formations post bac
- IÉSEG

## Université publique
- Université de Lille, répartie sur plusieurs campus de la métropole lilloise :
  - faculté des humanités
  - faculté des langues, cultures et sociétés
  - faculté de psychologie, des sciences de l’éducation et de la formation (PsySEF)
  - faculté des sciences économiques, sociales et des territoires (FaSEST)
  - faculté des sciences et technologies (FST)
  - faculté des sciences juridiques, politiques et sociales (FSJPS)
  - UFR sciences de la santé et du sport (UFR3S) : facultés de pharmacie, de chirurgie dentaire, de médecine, d'ingénierie et management de la santé, des sciences du sport et de l'éducation physique
  - IAE Lille - university school of management
  - institut national supérieur du professorat et de l'éducation (INSPÉ académie de Lille)
  - institut universitaire de technologie de Lille
  - école polytechnique universitaire de Lille (Polytech' Lille)

## Université privée
- Université catholique de Lille, regroupée autour de son site historique du boulevard Vauban et sur le campus Euratechnologies, elle compte plusieurs facultés libres : 
  - Faculté de droit (FLD)
  - Faculté des lettres et sciences humaines (FLSH)
  - Faculté de théologie de Lille (FT)
  - Faculté de gestion, économie et sciences de Lille (FGES)
  - Sous son égide sont également placées plusieurs écoles de commerce et d'ingénieurs (EDHEC, HEI, IESEG, ISTC, IJTM, etc.)

## Écoles d'ingénieurs

### Généralistes
- École centrale de Lille
- École nationale supérieure d'arts et métiers
- Hautes études d'ingénieur - Junia (Université catholique de Lille)
- Institut catholique d'arts et métiers (Université catholique de Lille)
- ESME-Sudria
- Polytech'Lille (Université de Lille)

### Spécialisées
- École nationale supérieure de chimie de Lille
- École supérieure des techniques industrielles et des textiles
- Institut supérieur d'agriculture de Lille - Junia (Université catholique de Lille)
- Institut supérieur de l'électronique et du numérique - Junia (Université catholique de Lille)
- École nationale supérieure Mines Télécom Lille Douai

## Écoles de commerce
- École des hautes études commerciales du Nord (EDHEC) (Université catholique de Lille)
- Institut d'économie scientifique et de gestion — School of Management (IESEG) (Université catholique de Lille)
- Skema Business School (ESC Lille & CERAM Nice)
- École supérieure des affaires de Lille (ESA Lille)
- Institut supérieur européen de formation par l'action (ISEFAC)
- Institut supérieur européen de gestion (ISEG)
- Institut Supérieur de Gestion (ISG)[17]
- Ecole de gestion et de commerce de Lille (EGC)[18]

## Autres
- École nationale supérieure d'architecture et de paysage de Lille
- École supérieure de journalisme de Lille  (ESJ Lille)
- Institut d'études politiques de Lille (IEP)
- Institut des stratégies et techniques de communication (ISTC) (Université catholique de Lille)
- E-artsup Institut
- Iteem, Formation d'Ingénieurs Managers Entrepreneurs (partenariat entre l'École centrale de Lille et Skema Business School)
- École pour l'informatique et les nouvelles technologies (Epitech)
- Institut supérieur de formation au journalisme (ISFJ) (Eductive)

La COMUE Lille Nord de France réunit une part importante des établissements supérieurs de Lille.